# Mölndals kommun
Mölndals kommun eller Mölndals stad är en kommun i Västra Götalands län (tidigare Göteborgs och Bohus län), med Mölndal som centralort, som även är en del av tätorten Göteborg. 

## Administrativ historik
Kommunens område motsvarar socknarna Fässberg, Kållered och Lindome. I dessa socknar bildades vid kommunreformen 1862 landskommuner med motsvarande namn. 
Mölndals municipalsamhälle inrättades 7 juli 1911 i Fässbergs landskommun. Municipalsamhället upplöstes 1922 när landskommunen ombildades till Mölndals stad.
Kommunreformen 1952 påverkade inte indelningarna i området.
Mölndals kommun bildades vid kommunreformen 1971 av Mölndals stad samt landskommunerna Kållered och Lindome. Lindome överfördes samtidigt från Hallands län. 
Den 1 januari 1992 överfördes ett område med 48 personer från Mölndals kommun och Fässbergs församling till Härryda kommun och Råda församling.
Kommunen ingick från bildandet till 2009 i Mölndals domsaga och kommunen ingår sedan 2009 i Göteborgs domsaga.
Mölndals kommun är medlem i Göteborgsregionens kommunalförbund och Räddningstjänsten Storgöteborg.

### Kommun eller stad
Mölndal är en av 14 svenska kommuner som beslutat att använda begreppet "stad". Beslutet togs av kommunfullmäktige den 18 maj 2004. I vissa sammanhang används dock fortfarande begreppet kommun, bland annat i lagstiftning och i valkretsen som kommunen tillhör.

## Geografi

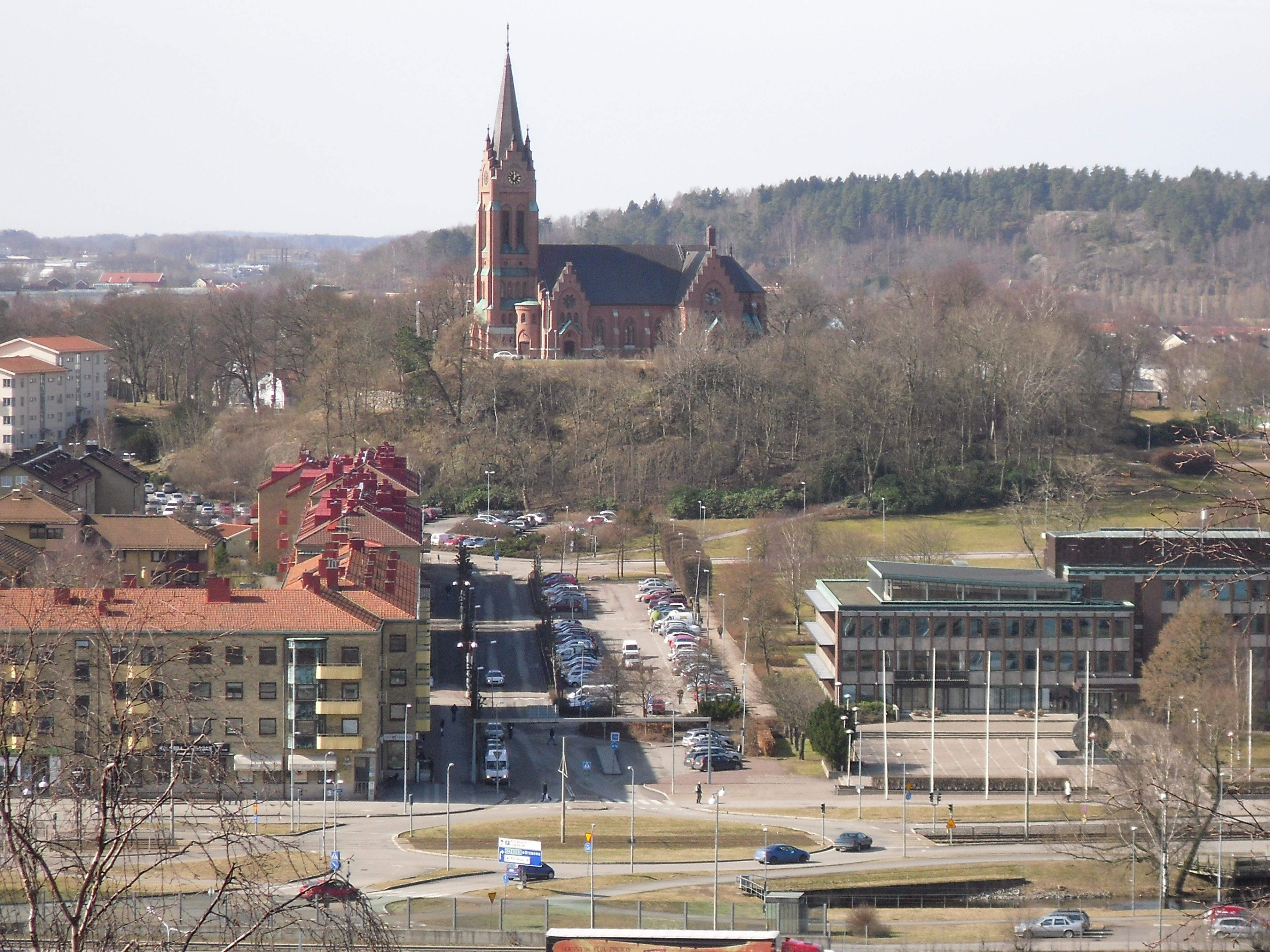
Centrala Mölndal med Fässbergs kyrka från öster.

Kommunen är i huvudsak belägen i de västra delarna av landskapet Västergötland med Lindome distrikt i norra Halland. Mölndals kommun är en del av Storgöteborg. I söder gränsar Mölndals kommun till Kungsbacka kommun i Hallands län, i väster och norr till Göteborgs kommun, i norr också till Härryda kommun, båda i före detta Göteborgs och Bohus län samt i öster till Marks kommun i före detta Älvsborgs län. Genom kommunen rinner Mölndalsån mot norr där den rinner ut i Göteborgs kanaler och Gullbergsån.

### Topografi och hydrografi
Landskapet i Mölndals kommun präglas av den uppspruckna berggrunden, där skogklädda höjder varvas med stora dalgångar där vattendrag som Mölndalsån och Lindomeån slingrar sig fram. Det är i dessa dalgångar som en stor del av bebyggelsen och odlingslandskapet återfinns. Mölndals kommun erbjuder även stora naturområden med varierande våtmarker och sjöar, från näringsrika till näringsfattiga.
I den västra delen av kommunen sträcker sig göteborgsmoränen genom landskapet, en komplex bildning bestående av både morän och isälvssediment som avsattes under inlandsisens avsmältning.

### Naturskydd
Ett av de naturområden som utmärker sig i sydvästra delen av kommunen är Sandsjöbacka naturreservat, beläget på ett höjdområde. Här finns stora ljunghedar och flera småsjöar, samt gamla odlingslandskap med inslag av ädellövskog, vilket bidrar till områdets biologiska mångfald och skönhet.

### Administrativ indelning

#### För befolkningsrapportering
Fram till 2016 var kommunen för befolkningsrapportering indelad i
- Fässbergs församling
- Kållereds församling
- Lindome församling
- Stensjöns församling

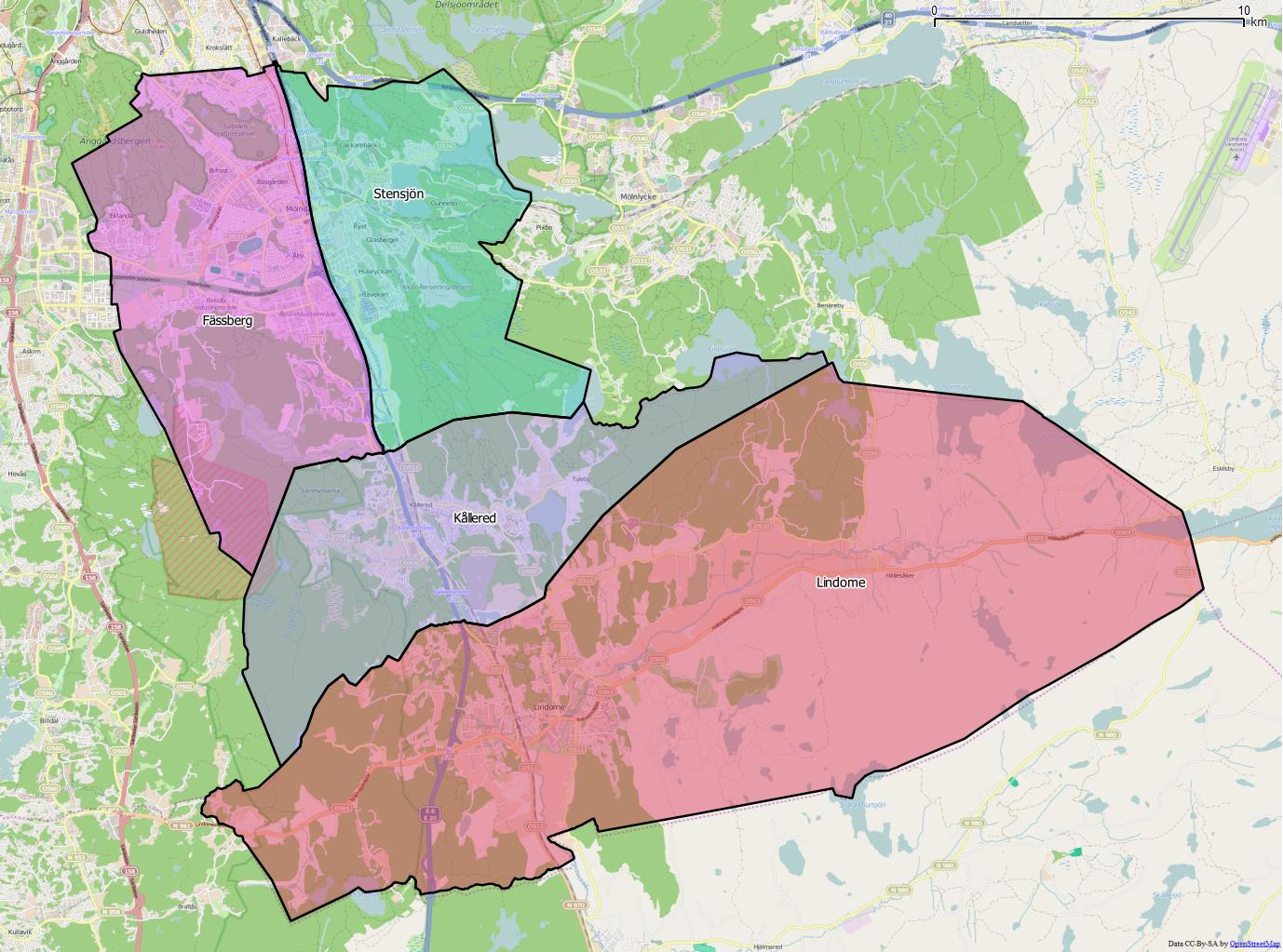
Distrikt inom Mölndals kommun

Från 2016 indelas kommunen i följande distrikt:
- Fässberg
- Kållered
- Lindome
- Stensjön

#### Kommundelar
Kommunen är 2014 indelad i följande kommundelar:
| Kommundel       | Motsvarande distrikt    |
| --------------- | ----------------------- |
| Västra Mölndal  | Fässberg                |
| Östra Mölndal   | Stensjön                |
| Västra Kållered | Kållered (västra delen) |
| Östra Kållered  | Kållered (östra delen)  |
| Västra Lindome  | Lindome (västra delen)  |
| Östra Lindome   | Lindome (östra delen)   |

### Tätorter
Inom kommunen fanns det 2020 fem tätorter:
- Björnåsen med 336 invånare
- del av Göteborg med 66 310 invånare inom denna kommun
- Hällesåker med 727 invånare
- del av Mölnlycke med 137 invånare inom denna kommun
- Västra Balltorp med 440 invånare

## Styre och politik

### Styre
Kommunen styrdes efter valet 2018 av Alliansen och Miljöpartiet. Under mandatperioden 2022–2026 formades ett blocköverskridande styre bestående av Socialdemokraterna och Moderaterna.
| År        | Partier | Partier | Partier | Partier | Partier | Partier |
| --------- | ------- | ------- | ------- | ------- | ------- | ------- |
| 1994–1998 | S       | V       | MP      |         |         |         |
| 1998–2002 | S       | V       | MP      | SPI     |         |         |
| 2002–2006 | S       | V       | MP      | SPI     |         |         |
| 2006–2010 | M       | FP      | KD      | C       | KiM     |         |
| 2010–2014 | M       | FP      | KD      | C       |         |         |
| 2014–2018 | S       | MP      | V       | KD      |         |         |
| 2018–2022 | M       | L       | C       | MP      | KD      |         |
| 2022–2026 | S       | M       |         |         |         |         |

Källa:

### Kommunfullmäktige

#### Presidium
| Presidium 2022–2026    | Presidium 2022–2026 | Presidium 2022–2026 |
| ---------------------- | ------------------- | ------------------- |
| Ordförande             | M                   | Per Malm            |
| Förste vice ordförande | L                   | Delaram Wall        |
| Andre vice ordförande  | S                   | Martina Enghardt    |

#### Lista över kommunfullmäktiges ordförande
| Namn | Namn               | Från | Till | Parti                   |
| ---- | ------------------ | ---- | ---- | ----------------------- |
|      | Kaj Johansson      | 1994 | 2001 | Socialdemokraterna      |
|      | Lennart Persson    | 2001 | 2002 | Folkpartiet Liberalerna |
|      | Kaj Johansson      | 2002 | 2006 | Socialdemokraterna      |
|      | Berit Adolfsson    | 2006 | 2009 | Moderaterna             |
|      | Claes Olsson       | 2009 | 2014 | Moderaterna             |
|      | Sven-Ove Johansson | 2014 | 2018 | Socialdemokraterna      |
|      | Per Malm           | 2018 |      | Moderaterna             |

#### Mandatfördelning 1970–2022
| 4 | 25 | 8 | 18 | 6 |

| 49 | 12 |

| 4 | 24 | 13 | 12 | 8 |

| 48 | 13 |

| 4 | 25 | 12 | 11 | 9 |

| 47 | 14 |

| 5 | 25 | 8 | 10 | 13 |

| 44 | 17 |

| 5 | 25 |  | 8 | 5 |  | 14 |

| 44 | 17 |

| 4 | 24 |  | 7 | 11 |  | 12 |

| 44 | 17 |

| 4 | 23 | 6 | 5 | 11 |  | 10 |

| 36 | 25 |

| 4 | 19 | 3 | 3 | 5 | 9 | 4 | 14 |

| 33 | 28 |

| 4 | 25 | 4 | 5 | 7 |  | 14 |

| 33 | 28 |

| 6 | 19 | 4 | 4 |  | 6 | 7 | 13 |

| 36 | 25 |

| 6 | 19 | 4 |  |  |  | 10 | 6 | 10 |

| 35 | 26 |

| 4 | 18 | 4 |  | 4 | 3 | 8 | 4 | 15 |

| 36 | 25 |

| 3 | 16 | 6 | 4 | 3 | 8 | 4 | 17 |

| 33 | 28 |

| 4 | 18 | 7 | 6 | 3 | 6 | 3 | 14 |

| 32 | 29 |

| 5 | 15 | 4 | 8 | 4 | 7 | 3 | 15 |

| 34 | 27 |

| 5 | 17 | 4 | 9 | 4 | 5 | 3 | 14 |

| 36 | 25 |

### Nämnder

#### Kommunstyrelse
| Presidium 2022–2026 | Presidium 2022–2026 | Presidium 2022–2026 |
| ------------------- | ------------------- | ------------------- |
| Ordförande          | S                   | Stefan Gustafsson   |
| Vice ordförande     | M                   | Merjem Maslo        |

#### Lista över kommunstyrelsens ordförande
| Namn | Namn                | Från | Till | Politisk tillhörighet |
| ---- | ------------------- | ---- | ---- | --------------------- |
|      | Gösta Andersson     | 19xx | 1971 | Socialdemokraterna    |
|      | Östen Pellmer       | 1972 | 1976 | Folkpartiet           |
|      | Sven Olof Olsson    | 1977 | 1979 | Centerpartiet         |
|      | Thor Mattisson      | 1980 | 1982 | Moderaterna           |
|      | Gunnar Skog         | 1983 | 1985 | Socialdemokraterna    |
|      | John Adolfsson      | 1986 | 1988 | Moderaterna           |
|      | Melker Strand       | 1989 | 1991 | Socialdemokraterna    |
|      | Thor Mattisson      | 1992 | 1994 | Moderaterna           |
|      | Bengt Odlöw         | 1994 | 2006 | Socialdemokraterna    |
|      | Hans Bergfelt       | 2006 | 2014 | Moderaterna           |
|      | Marie Östh Karlsson | 2014 | 2018 | Socialdemokraterna    |
|      | Kristian Vramsten   | 2018 | 2022 | Moderaterna           |
|      | Stefan Gustafsson   | 2022 |      | Socialdemokraterna    |

#### Övriga nämnder
| Nämnder 2022–2026                 | Ordförande | Ordförande           | Vice ordförande | Vice ordförande    |
| --------------------------------- | ---------- | -------------------- | --------------- | ------------------ |
| Byggnadsnämnden                   | S          | Tomas Angervik       | L               | Fredrik Lesell     |
| Kultur- och fritidsnämnden        | M          | Ingvar Paulsson      | C               | Maria Martini      |
| Krisledningsnämnden               | S          | Stefan Gustafsson    | L               | Elin Andersson     |
| Miljönämnden                      | M          | Per H. Elofsson      | C               | Sara Janhäll       |
| Social- och arbetsmarknadsnämnden | S          | Bernt A. Runberg     | V               | Jerker Halling     |
| Servicenämnden                    | S          | Maka Achalbedachvili | V               | Lennart Svensson   |
| Skolnämnden                       | M          | Kajsa Hamnén         | L               | Marcus Claesson    |
| Tekniska nämnden                  | M          | Göran Isacsson       | MP              | Ulrika Frick       |
| Utbildningsnämnden                | S          | Jacob Wihlborg       | C               | Karin Pollack      |
| Vård- och omsorgsnämnden          | S          | Ove Dröscher         | MP              | Kenneth Wallengren |
| Valnämnden                        | S          | Karin Vedlin         | KD              | Anders Karlsson    |

### Vänorter
- 1972: Albertslund, utanför Köpenhamn, Danmark
- 1997: Borken, norr om Düsseldorf, Tyskland
- 2003-juli: Canterbury stad och Whitstable Twinning Association i Kent, England

Kommunen i går även i ett vänortsnätverk bestående av: 
- Balkow, Polen
- Ricany utanför Prag, Tjeckien
- Dainville, Frankrike
- East Renfrewshire, Skottland
- Grabow, Tyskland

Uppgifter hämtade från Mölndals stad hemsida.

## Ekonomi och infrastruktur

### Näringsliv
Mölndals kommun har ett differentierat näringsliv med en struktur som präglas av framförallt medicin, IT/mikrovågsteknologi, papper och fiberteknologi, handel, mode och design. Några stora företag med tydliga varumärken är etablerade här, till exempel Astra Zeneca. De bidrar till att flera mindre företag inom samma eller närliggande branscher söker sig till kommunen. En hög andel av regionens utlandsägda företag finns i Mölndals kommun.
I Mölndals kommun finns cirka 35 000 arbetstillfällen. Varje dag pendlar cirka 45 400 personer till eller från kommunen och inpendlingsöverskottet är cirka 4 800 personer. Mölndals kommun har 5,1% arbetslöshet, lägre än riksgenomsnitt.
Mölndals stad utsågs till "Årets tillväxtkommun" vid Fastighetsgalan 2023. Motiveringen löd: "Priset går till Mölndals Stad som, trots skuggan av Göteborg, oförtrutet fortsätter sin resa mot något större, med eller utan höghastighetståg. Med modiga och genomtänkta visioner har man positionerat sig som en ambitiös samhällsbyggare och med sitt attraktiva läge är man med och förstärker Västsverige. Miljardsatsningen GoCo Health Innovation City placerar verkligen Mölndal på kartan och tillsammans visar man vägen för svensk hälsoinnovation i världsklass. Dessutom med en äkta hockeyikon som medpassagerare. Med projekt Forsåker tar man ett 300 år gammalt pappersbruk ini framtiden - med både varsamhet, mod och hållbarhet i bagaget. Resan för Mölndal har bara börjat."

### Infrastruktur

#### Transporter
Flera viktiga transportleder såsom E6/E20, riksväg 27/40 och Söderleden går genom kommunen. Det gör även Västkustbanan och Kust till kust-banan, men fjärrtågen har inga stationer i kommunen. Kommunen ligger nära Nordens största hamn i Göteborg och Landvetter flygplats. Spårbunden trafik utgörs av Göteborgs spårväg och Kungsbackapendeln med stopp vid Knutpunkt Mölndalsbro, Kållereds station samt Lindome station och med fortsättning mot Kungsbacka. Busstrafiken är väl utbyggd till alla kommundelar och grannkommunerna. Knutpunkt Mölndalsbro är ett kollektivtrafikcentrum med 3,5 miljoner resande per år. De stora transportlederna medför emellertid också problem i form av miljöpåverkan och barriäreffekter.

#### Utbildning
I Mölndals kommun finns gymnasieskolorna Krokslättsgymnasiet, Åby Travgymnasium och Franklins gymnasium. Dessutom bedrivs undervisning inom gymnasiesärskola och individuellt program.

## Befolkning

### Demografi

#### Befolkningsutveckling
Kommunen har 71 525 invånare (31 mars 2025), vilket placerar den på 34:e plats avseende folkmängd bland Sveriges kommuner.
| Befolkningsutvecklingen i Mölndals kommun 1970–2020 | Befolkningsutvecklingen i Mölndals kommun 1970–2020 | Befolkningsutvecklingen i Mölndals kommun 1970–2020 | Befolkningsutvecklingen i Mölndals kommun 1970–2020 | Befolkningsutvecklingen i Mölndals kommun 1970–2020 |
| --------------------------------------------------- | --------------------------------------------------- | --------------------------------------------------- | --------------------------------------------------- | --------------------------------------------------- |
|                                                     |                                                     |                                                     |                                                     |                                                     |
| År                                                  |                                                     |                                                     | Folkmängd                                           |                                                     |
| 1970                                                | 1970                                                |                                                     | 44 769                                              |                                                     |
| 1975                                                | 1975                                                |                                                     | 47 295                                              |                                                     |
| 1980                                                | 1980                                                |                                                     | 47 788                                              |                                                     |
| 1985                                                | 1985                                                |                                                     | 49 785                                              |                                                     |
| 1990                                                | 1990                                                |                                                     | 52 028                                              |                                                     |
| 1995                                                | 1995                                                |                                                     | 54 254                                              |                                                     |
| 2000                                                | 2000                                                |                                                     | 56 137                                              |                                                     |
| 2005                                                | 2005                                                |                                                     | 58 234                                              |                                                     |
| 2010                                                | 2010                                                |                                                     | 60 973                                              |                                                     |
| 2015                                                | 2015                                                |                                                     | 63 340                                              |                                                     |
| 2020                                                | 2020                                                |                                                     | 69 901                                              |                                                     |

## Kultur

### Kulturarv
- Börjesgården, Hällesåker
- Gunnebo slott och trädgårdar
- Kållereds kyrka

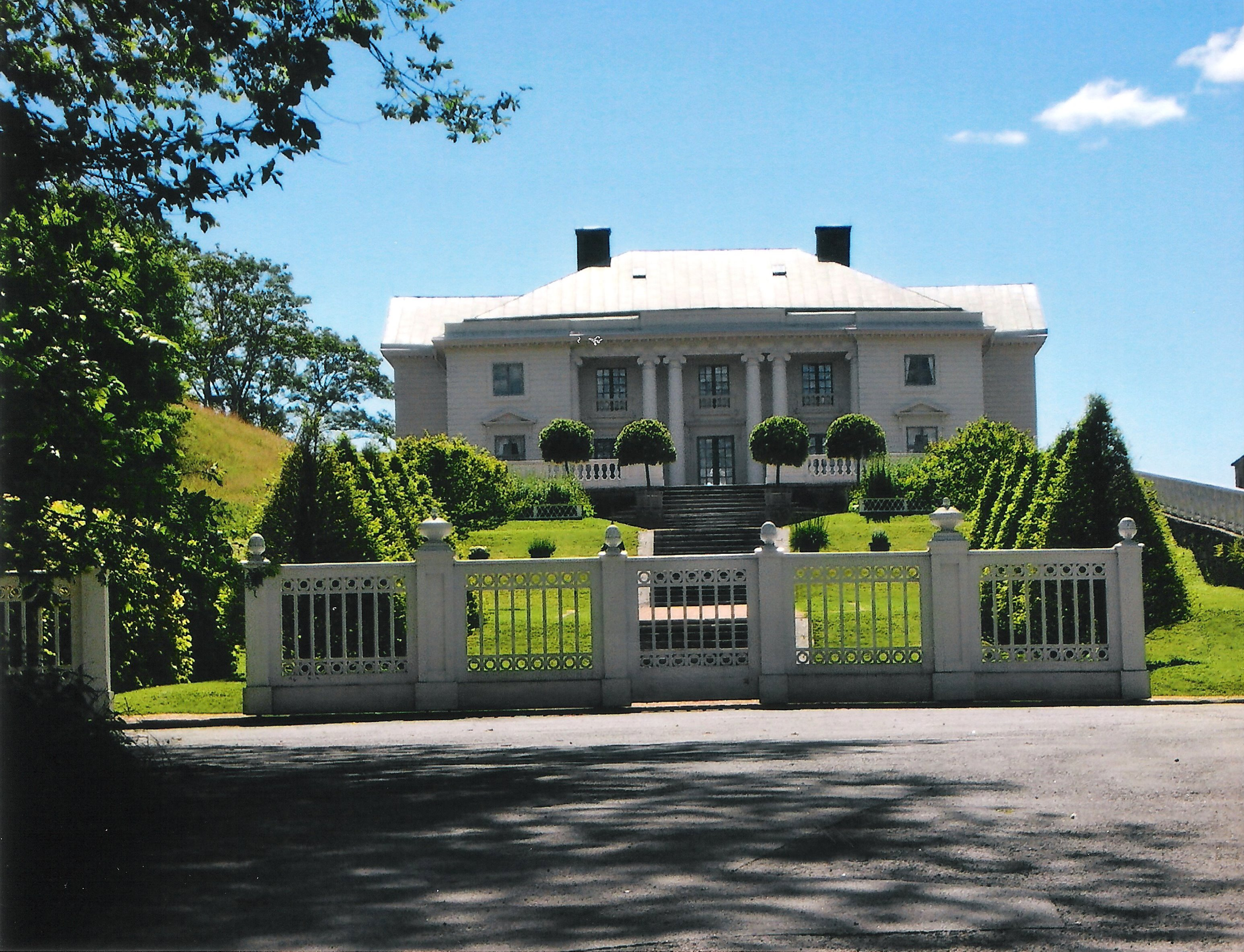
Gunnebo slott byggdes i slutet av 1700-talet.

- Mölndals Industrimuseum med Kvarnbygården
- Mölndals Kvarnby med Mölndalsfallen
- Mölndals stadsmuseum
- Mölndal centrum med Knutpunkt Mölndal
- Sandsjöbacka naturreservat

### Kommunvapen
Mölndals kommun antog ett nytt kommunvapen i oktober 2016, trots kraftig kritik från den Svenska Heraldiska Föreningen.  Även Riksarkivet kritiserade ändringen . 
Blasoneringen för det vapen som gällde fram till oktober 2016 var En röd sköld med en bjälke av silver, åtföljd ovan av ett kvarnhjul och nedan av en skära, båda av nämnda metall. Vapnet fastställdes av Kungl Maj:t år 1924 för Mölndals stad. Efter kommunbildningen 1971 fanns även Kållereds landskommuns vapen inom den nya kommunen. Man beslutade dock att föra det äldre stadsvapnet vidare och registrerade detta i PRV år 1974.

Kållereds landskommun (1958–1970)
Mölndals stads/kommuns äldre vapen (1924–2016)